# Scout (barco autónomo)
El Scout (en español: «Explorador») es un barco automatizado autónomo diseñado con el objetivo de realizar el primer viaje transatlántico sin intervención humana. Los responsables del proyecto son Dylan Rodríguez y Max Kramers, estudiantes de ingeniería de Tiverton, en Estados Unidos.

## Desarrollo del proyecto
El proyecto se inició en 2010 con el propósito de llevar un barco robotizado sin tripulantes ni control humano externo desde Rhode Island hasta la localidad española de Sanlúcar de Barrameda. El desarrollo del prototipo se financió mediante donaciones recibidas a través de plataformas de apoyo a creativos y con fondos aportados por los propios diseñadores. Se concluyó su construcción al cabo de tres años.
El primer intento de viaje transatlántico se inició el 29 de junio de 2013 desde Sakonnet Point, pero fue cancelado el mismo día por dificultades meteorológicas. El 4 de julio se volvió a intentar. Sin embargo, problemas técnicos surgidos durante la navegación obligaron a recuperar el barco al cabo de dos días y rediseñar algunos de sus elementos. El tercer intento se produjo el 24 de agosto de 2013. El 5 de diciembre de ese mismo año, después de haber recorrido más de un tercio de la distancia total, se anunció la pérdida de contacto con la nave.

## Características técnicas
El barco tiene un casco de fibra de carbono y una quilla similar en su forma a la de un  velero tradicional. Dispone de paneles solares en toda la superficie de su cubierta con los que carga una batería de litio-ferrofosfato que abastece un motor de arrastre convencional. Durante el día se almacena la energía necesaria para que el motor funcione durante la noche.
La navegación automática se ejecuta a través de comandos preprogramados  que operan a partir de los datos del entorno captados por dos microcontroladores Arduino y un GPS. La información telemétrica la recibe a través de la constelación de 66 satélites de comunicaciones Iridium.